# Kosovci
Kosovci su regionalna srpska manjina na Kosovu. Ime su dobili po Kosovu polju oko rijeke Sitnice i njenih pritoka i pokrajina. Vučitrnci i njegova okolina ne broje sebe u prave Kosovce. Kosovci su, po njima, istočno od ušća Laba u Sitnicu. Kosovci srpsko stanovništvo zapadno od ušća Laba nazivaju Ercima, a ovi one na istoku Kosovcima. Gračanica i Lipljan su središte Kosova, a proteže se od izlaska Sitnice iz bare Sazlije, pa do sastava s Labom. U novije vrijeme nazivu se pridjeljuje značenje koje obuhvaća većinu Srba na Kosovu. Pojedini autori smatraju kako riječ ima isto značenje kao i Kosovljani.

## Vanjske poveznice
- Kosovo  Arhivirana inačica izvorne stranice od 1. srpnja 2016. (Wayback Machine) u: The World Factbook, 2009.
- http://www.kosovci.org/  Arhivirana inačica izvorne stranice od 23. listopada 2008. (Wayback Machine)